# درابة نرويجية
درابة نرويجية (الاسم العلمي: Draba norvegica) هي نوع من النباتات تتبع جنس الدرابة من الفصيلة الكرنبية. قام بوصفها علميا لأول مرة عالم الطبيعة النرويجي يوهان إرنست جونيروس (1718-1773).